# Никитин, Игорь Валерьевич
И́горь Вале́рьевич Ники́тин (род. 23 марта 1973, Усть-Каменогорск) — советский, казахстанский и российский хоккеист, тренер. Двукратный обладатель Кубка Гагарина (2019, 2025). С июня 2025 года — главный тренер ЦСКА.

## Игровая карьера
Воспитанник усть-каменогорского хоккея. Выступал за «Торпедо» (Усть-Каменогорск, 1990—1994), «Ладу» (Тольятти, 1995—1997), «Нефтехимик» (Нижнекамск, 1997), «Нефтяник» (Альметьевск, 1997), «Авангард» (Омск, 1998—2005), «Омские ястребы» (Омск, 2005), «Сибирь» (Новосибирск, 2006, 2007).
Чемпион МХЛ 1996 года, серебряный призёр 1995 года в составе «Лады». Чемпион России 2004 года в составе омского «Авангарда», серебряный призёр 2001 года. Серебряный призёр юношеского чемпионата Европы 1991 года, участник Олимпийских игр 1998, чемпион зимних Азиатских игр 1999 года в составе сборной Казахстана. Второй призёр Кубка Европы 1995 года, третий призёр Континентального Кубка 1999 года. Обладатель Кубка европейских чемпионов 2005 года. За «Авангард» провёл 389 игр, забросил 8 шайб, сделал 33 передачи, набрал 399 минут штрафа.

## Тренерская карьера
В 2008 году был назначен помощником главного тренера омского «Авангарда» Сергея Герсонского. После увольнения Герсонского в начале сезона Никитин стал исполняющим обязанности главного тренера, и команда под его руководством одержала семь побед подряд.
С приходом главного тренера Уэйна Флеминга Никитин снова стал вторым тренером. После отставки Флеминга за несколько туров до окончания регулярного чемпионата КХЛ вновь стал исполняющим обязанности главного тренера и вывел команду в плей-офф. Под руководством Никитина «Авангард» выбил в четырёх матчах чемпионов страны и лучшую команду по итогам регулярного чемпионата уфимский «Салават Юлаев». Во втором раунде «Авангард» проиграл в пятом матче казанскому «Ак Барсу», пропустив шайбу за 13 секунд до окончания встречи и проиграв в овертайме. 10 марта 2010 года Никитин был отстранён от должности главного тренера, уступив место Раймо Сумманену, и стал старшим тренером. 12 декабря 2011 года был уволен с поста старшего тренера вместе со всем тренерским штабом.
В июле 2011 года вошёл в тренерский штаб сборной России. В 2012 и 2014 годах сборная выигрывала чемпионат мира, а в 2018 году — Олимпийские игры (возглавлял сборную Олег Знарок).
18 апреля 2013 года был назначен ассистентом главного тренера «Сибири» Дмитрия Квартальнова, с которым продолжил работу и в ЦСКА. 24 мая 2017 года был назначен главным тренером ЦСКА, сменив Квартальнова. В первый же сезон под его руководством ЦСКА дошёл до финала Кубка Гагарина, но уступил там «Ак Барсу». Через год, 19 апреля 2019 года ЦСКА под его руководством впервые в истории стал обладателем Кубка Гагарина, обыграв омский «Авангард» в финальной серии со счётом 4-0. По итогам сезона Никитин был признан лучшим тренером КХЛ.
В апреле 2021 года ЦСКА проиграл в финале Кубка Гагарина омскому «Авангарду» со счётом 2-4, после чего 14 июля Никитин был уволен.
25 сентября 2021 года Никитин возглавил ярославский «Локомотив» после отставки Андрея Скабелки. В декабре 2022 года «Локомотив» продлил контракт с Никитиным на два года. В ноябре 2024 года контракт продлили ещё на два сезона. В сезоне 2023/24 «Локомотив» дошёл до финала Кубка Гагарина, где уступил «Металлургу» (0-4). 21 мая 2025 года привёл клуб к победе в Кубке Гагарина. 10 июня 2025 покинул пост главного тренера «Локомотива».
17 июня 2025 года вновь стал главным тренером московского ЦСКА, подписав контракт до 2030 года.

## Тренерская статистика
| Команда   | Турнир и сезон | Регулярный сезон | Регулярный сезон | Регулярный сезон | Регулярный сезон | Регулярный сезон | Регулярный сезон | Регулярный сезон | Регулярный сезон | Плей-офф | Плей-офф | Плей-офф                           |
| Команда   | Турнир и сезон | И                | В                | ВО/ВБ            | ПО/ПБ            | П                | О                | О%               | Результат        | В        | П        | Результат                          |
| --------- | -------------- | ---------------- | ---------------- | ---------------- | ---------------- | ---------------- | ---------------- | ---------------- | ---------------- | -------- | -------- | ---------------------------------- |
| ЦСКА      | КХЛ 2017/18    | 56               | 35               | 5/4              | 0/1              | 11               | 124              | 73,8 %           | 2-е на Западе    | 13       | 8        | 2-е место                          |
| ЦСКА      | КХЛ 2018/19    | 62               | 43               | 5/5              | 0/0              | 9                | 106              | 85,5 %           | 1-е в Лиге       | 16       | 4        | Выиграли Кубок Гагарина            |
| ЦСКА      | КХЛ 2019/20    | 62               | 40               | 3/2              | 3/1              | 13               | 94               | 74,6 %           | 1-е в Лиге       | 4        | 0        | Плей-офф приостановлен             |
| ЦСКА      | КХЛ 2020/21    | 60               | 34               | 5/4              | 3/2              | 12               | 91               | 75,8 %           | 1-е в Лиге       | 14       | 9        | 2-е место                          |
| Локомотив | КХЛ 2021/22    | 47               | 19               | 3/1              | 3/6              | 15               | 55               | 58,5 %           | 6-е на Западе    | 0        | 4        | поражение в 1/4 финала конференции |
| Локомотив | КХЛ 2022/23    | 68               | 35               | 3/3              | 3/7              | 17               | 92               | 67,6 %           | 3-е на Западе    | 7        | 5        | поражение в 1/2 финала конференции |
| Локомотив | КХЛ 2023/24    | 68               | 34               | 8/2              | 4/1              | 19               | 93               | 68,4 %           | 3-е на Западе    | 12       | 8        | 2-е место                          |
| Локомотив | КХЛ 2024/25    | 68               | 39               | 6/4              | 3/1              | 15               | 102              | 75,0 %           | 1-е в Лиге       | 16       | 5        | Выиграли Кубок Гагарина            |

## Достижения

### В качестве игрока

#### Командные
«Лада»
- Чемпион МХЛ (чемпион России): 1995/96
- Серебряный призёр МХЛ: 1994/95

«Авангард»
- Чемпион России: 2003/04
- Серебряный призёр Чемпионата России: 2000/01

### В качестве тренера

#### Командные
ЦСКА
- Обладатель Кубка Гагарина: 2018/19
- Обладатель Кубка Континента (3): 2018/19, 2019/20, 2020/21
- Обладатель Кубка Западной конференции (3): 2017/18, 2018/19, 2020/21

«Локомотив»
- Обладатель Кубка Гагарина: 2024/25
- Обладатель Кубка Западной конференции (2): 2023/24, 2024/25
- Обладатель Кубка Континента: 2024/2025
- Обладатель Кубка Открытия: 2024/2025

#### Индивидуальные
- Тренер сезона КХЛ (2): 2018/19, 2024/25